# Championnat de Belgique de football 1895-1896
Navigation
Saison suivante
Le championnat de Belgique de football 1895-1896 est la première saison du Championnat « de la plus haute division » belge de football. Selon les sources utilisées, il porte le nom de « Championnat des équipes premières » ou de « Coupe de Championnat ».

## Fondation de la Fédération
C'est le 1er septembre 1895 que voit le jour, en Belgique, la fédération de football. Son nom de baptême est Union belge des sociétés de sports athlétiques (UBSSA). Elle deviendra plus tard l'Union (Royale) Belge des Sociétés de Football Association (UBSFA puis URSBSFA).
Ses fondateurs sont dix clubs sportifs pratiquant essentiellement l'athlétisme et le football. Les statuts initiaux laissent la place pour accueillir des clubs cyclistes, même si la Ligue Vélocypédique Belge (LVB) existe déjà depuis 1882, ou des sports de combats comme la boxe anglaise ou la lutte, également considérés comme des « sports athlétiques ». D'autres fédérations distinctes pour les différents sports voient le jour au fil du temps et le football devient la seule discipline gérée par l'Union Belge. Des ligues rivales sont également créées, selon leur orientation politique (ligue libérale, ligue socialiste, ...), religieuse (ligues catholiques principalement), ou à ancrage régional (ligues flamandes ou wallonnes).
Les dix clubs fondateurs de l'UBSSA sont: 
- Antwerp Football Club (1),
- Football Club Brugeois (3),
- Football Club Liégeois (4),
- Léopold Club de Bruxelles (5),
- Racing Club de Bruxelles (6[note 2]),
- Association Athlétique La Gantoise (7),
- Verviers Football Club (8),
- Athletic and Running Club de Bruxelles,
- Sporting Club de Bruxelles,
- Union FC d'Ixelles

Les clubs en gras existent toujours aujourd'hui. Les numéros entre parenthèses indiquent le matricule que ces clubs reçoivent en décembre 1926. Le jour de la fondation de l'UBSSA, certains de ces clubs, comme celui de La Gantoise ne comptent pas encore de section de football dans leurs activités. Les trois derniers clubs de la liste cessent leurs activités avant l'établissement du registre matriculaire, et ne reçoivent donc jamais de numéro de matricule.

## Clubs participants
Sept clubs participent à cette première édition du championnat. Ceux dont le matricule est mis en gras existent toujours aujourd'hui.
| # | Nom                           | Mat. | Ville     | Terrain                                  |
| - | ----------------------------- | ---- | --------- | ---------------------------------------- |
| 1 | Antwerp Football Club         | 1    | Anvers    | Zuremborg (à côté du Vélodrome)          |
| 2 | Football Club Brugeois        | 3    | Bruges    | Het Rattenplein' (plaine d'Assebroucke)' |
| 3 | Léopold Club de Bruxelles     | 5    | Ixelles   | parc du cinquantenaire                   |
| 4 | Racing Club de Bruxelles      | 6    | Uccle     | site de Longchamps (vélodrome d'été)     |
| 5 | Sporting Club de Bruxelles    | N/A  | Bruxelles | parc du Cinquantenaire                   |
| 6 | Union Football Club d'Ixelles | N/A  | Ixelles   | Plaine Ten Bosch                         |
| 7 | Football Club Liégeois        | 4    | Ougrée    | jardins du château de Sclessin           |

| Antwerp FC FC Liégeois Bruxelles FC Brugeois |

### Localisation des clubs bruxellois
les 4 cercles bruxellois sont :
Léopold CB
Racing CB
Sporting CB (localisation incertaine)
Union FC d'Ixelles (localisation incertaine)

## Premier championnat
Sept des dix clubs ayant fondé l'UBSSA participent au premier championnat de l'Histoire. De ces sept fondateurs du championnat, quatre clubs existent encore aujourd'hui. Grâce au système matriculaire unique au monde mis en place par l'URBSFA à partir de 1926, on peut tracer et suivre les clubs au travers de l'Histoire. Cela facilite les choses et évite les confusions à la suite des fusions, changements de nom, arrêts puis re-création, absorption, etc.

### Premiers résultats
Résultats des rencontres de championnat disputées.
| Résultats (▼dom., ►ext.)                                   | ANT | BRU | LCB | FCL | RCB | SCB | UFC |
| Antwerp FC                                                 |     | 3-2 | 2-3 | 1-3 | 5-0 | 8-0 | 5-0 |
| FC Brugeois                                                | 0-2 |     | 5-0 | 1-2 | 5-0 | 2-3 | 3-1 |
| Léopold CB                                                 | 3-2 | 2-3 |     | 1-6 | 3-7 | 2-1 | 9-0 |
| FC Liégeois                                                | 5-0 | 1-1 | 3-1 |     | 4-1 | 5-0 | 5-0 |
| Racing CB                                                  | 1-0 | 3-3 | 3-4 | 3-2 |     | 6-1 | 0-1 |
| Sporting CB                                                | 1-4 | 3-2 | 2-0 | 2-2 | 5-2 |     | 4-2 |
| Union FC d'Ixelles                                         | 0-6 | 1-2 | 0-3 | 0-9 | 0-6 | 0-9 |     |
| - Victoire à domicile - Match nul - Victoire à l'extérieur |     |     |     |     |     |     |     |

### Premier classement
Classement final de la saison. La somme des buts marqués et encaissés ne tient pas compte des scores de forfait (5-0 ou 0-5) ce qui explique une différence entre la somme des buts dans le classement et dans le tableau des matches.
| Rang | Équipe           | Pts | J  | G | N | P  | Bp | Bc | Diff |
| ---- | ---------------- | --- | -- | - | - | -- | -- | -- | ---- |
| 1    | FC LIEGEOIS      | 20  | 12 | 9 | 2 | 1  | 32 | 11 | +21  |
| 2    | Antwerp FC       | 14  | 12 | 7 | 0 | 5  | 33 | 13 | +20  |
| 3    | Sporting CB      | 13  | 12 | 6 | 1 | 5  | 31 | 30 | +1   |
| 4    | Léopold CB       | 12  | 12 | 6 | 0 | 6  | 31 | 29 | +2   |
| 5    | FC Brugeois      | 12  | 12 | 5 | 2 | 5  | 22 | 21 | +1   |
| 6    | Racing CB        | 11  | 12 | 5 | 1 | 6  | 32 | 31 | +1   |
| 7    | Union FC Ixelles | 2   | 12 | 1 | 0 | 11 | 5  | 51 | -46  |

Légende
- Champion de Belgique 1896
- Clubs ayant choisi de ne pas se présenter la saison suivante

### Meilleur buteur
Samuel C. Hickson (FC Liégeois) : 9 matches joués, nombre de buts inconnus

## Récapitulatif de la saison
- Champion : FC Liégeois (1er titre)
- Premier titre pour la province de Liège

| Région flamande (2)             | Région flamande (2) | Province de Brabant (4)      | Province de Brabant (4) | Région wallonne (1)    | Région wallonne (1) |
| ------------------------------- | ------------------- | ---------------------------- | ----------------------- | ---------------------- | ------------------- |
| Province d'Anvers               | 1                   | Région de Bruxelles-Capitale | 4                       | Province de Hainaut    | 0                   |
| Province de Flandre-Occidentale | 1                   | Province du Brabant flamand  | 0                       | Province de Liège      | 1                   |
| Province de Flandre-Orientale   | 0                   | Province du Brabant wallon   | 0                       | Province de Luxembourg | 0                   |
| Province de Limbourg            | 0                   |                              |                         | Province de Namur      | 0                   |

1. ↑  Au niveau footballistique, la province de Brabant est toujours unitaire malgré sa partition territoriale en 1995.

### Admission et relégation
Le FC Brugeois et l'Union FC d'Ixelles choisissent de ne pas participer à la saison suivante, ce qui leur vaut d'être considérés comme relégués. C'est en réalité une facilité de documentaliste qui mérite d'être précisée, car il n'existe pas de « Division 2 » à l'époque. Celle-ci ne voit le jour dans l'acception que nous lui connaissons (deuxième niveau national) que lors de la saison 1909-1910. Une deuxième série est constituée dès 1896-1897, mais il s'agit d'une poule reprenant les équipes réserves des clubs engagés en championnat. Au fil des saisons, un championnat appelé « Division 2 » servira de qualification pour un tournoi final nommé « Division 1 ».
De plus, le règlement ne prévoit pas de système de promotion et de relégation, les admissions au championnat sont décidées par la fédération. Le club de l'Athletic & Running Club de Bruxelles est ainsi autorisé à prendre part au championnat la saison suivante. Les premières relégations et promotions induites par les résultats sportifs n'interviennent qu'à partir de la fin de la saison 1905-1906.

### Bilan de la saison
| Championnat de Belgique de football 1895-1896 |                                      |
| Champion                                      | FC Liégeois (1er titre)              |
| Dauphin                                       | Antwerp FC                           |
| Promotions et relégations                     |                                      |
| Promus en Division d'Honneur                  | Athletic & Running Club de Bruxelles |
| Relégués                                      | FC Brugeois (choix)                  |
| Relégués                                      | Union FC d'Ixelles (choix)           |